# Flo (strip)
Flo is een Nederlandse krantenstrip die wordt geschreven en getekend door Floor de Goede. Het is een autobiografische strip over de twijfel, onzekerheid, lust van de hoofdpersoon Flo, het alter-ego van de auteur, en over de liefde tussen Flo en zijn vriend Bas.
De strip stond van april 2013 tot 2016 dagelijks in de krant Het Parool. Al in 2000 gaf De Goede de eerste albums uit in eigen beheer. Later werd de strip achtereenvolgens uitgegeven door uitgeverij Bries, Catullus en uitgeverij Strip2000. Voor het eerste album won De Goede in 2006 de VPRO-debuutprijs. OP 1 april 2004 begon De Goede met zijn webcomic Do You Know Flo?, die nog steeds loopt.